# Zdenko Iskra
Zdenko Iskra, slovenski nogometaš, * 8. januar 1953, Ljubljana.
Iskra je bil dolgoletni nogometaš Olimpije v prvi jugoslovanski ligi, za katero je igral med letoma 1974 in 1983, ob koncu kariere je igral tudi za Hajduk Split, do leta 1984.